# Замок Чески-Штернберк
Чески-Штернберк, Чески-Штернберг, Чешский Штернберг (чеш. Český Šternberk hrad, нем. Böhmisch Sternberg — Богемский Штернберг) — замок в самом центре Чехии, близ Бенешова. Замок (град) был основан в 1241 году Здеславом II из Хлумца (из рода Дивишовичей), благодаря гербу которого замок позже получил своё название. Stern — по-немецки — звезда (Штернберки имели на гербе восьмиконечную золотую звезду), berg — холм, позже и род стали называть по имени их родового замка. С момента основания замок принадлежал только роду Штернберков. Нынешний хозяин замка живёт в нём со своей семьёй.
Замок Чески-Штернберг находится на скале, внизу протекает река Сазава. Изначально облик замка был готическим. В XIV—XV веках замок, расположенный на вершине скалы и защищённый двумя мощными башнями с северной и южной сторон, а также рекой и глубоким оврагом, представлял собой мощное оборонительное укрепление и считался неприступным. В период гуситских войн замок, владелец которого в тот период пан Зденек Конопиштьский из Штернберка был противником короля Йиржи из Подебрад и открыто выступал против него, подвергся осаде королевских войск и был разграблен в 1467 году. После этого оборонительная система замка была усовершенствована за счет строительства в 1480 году новой башни, укрепления которой сохранились до настоящего времени (начала XXI века) практически без изменений, кроме того был углублен замковый ров. Под влиянием моды в XVIII веке замок был перестроен в стиле барокко, а интерьер был украшен лепными украшениями и росписями итальянского мастера Карла Брентана. Особенно славятся барочные росписи Рыцарского и Золотого салонов. В конце XIX — начале XX века замок был реконструирован по проекту венского архитектора К. Кайсера в стиле романтизма, в это же время разбит парк.
В 1949 году замок был национализирован и стал собственностью Чехословацкой республики, а в 1992 году возвращён владельцам из рода Штернберк.
В настоящее время замок является туристической достопримечательностью, экскурсии по замку проводятся круглогодично.
В замке представлены произведения живописи итальянских и голландских мастеров, коллекция старинных часов, большая коллекция гравюр XVII века, коллекция исторического оружия XVII и XVIII веков, а также мебель XVIII века в стиле рококо, изделия из фарфора, серебряная посуда, книги, охотничьи трофеи.
В замке жил видный деятель эпохи чешского возрождения — князь Кашпар Штернберк.
В нескольких десятках метров к югу о града, на возвышении, находится так называемая Гладоморня (чеш. Hladomorna) — южный предзамковый бастион (чеш. jizní předsunutá bašta) — часть сложной фортификационной системы, построенной на рубеже XV—XVI веков. Развитие в конце XIV века огнестрельного оружия, прежде всего артиллерии, ослабило обороноспособность замка, построенного в XIII веке. Результатом этих изменений стало взятие замка в 1467 году войсками короля Йиржи из Подебрад. Строительство Гладоморни было вынужденной мерой в связи с необходимостью защитить южный холм у града. Башня имеет сильно заострённую форму, обращённую к югу, наиболее угрожаемому направлению. Острая грань сделана для того, чтобы неприятельские ядра как бы соскальзывали в сторону, не причиняя серьёзного вреда башне. Башня имеет три этажа: нижний для хранения продуктов и пороха, средний, имеющий систему бойниц для легких орудий и верхний — открытая смотровая площадка.